# کریستین دونس
کریستین دونس (به انگلیسی: Christian Dünnes) بازیکن والیبال اهل آلمان است.